# Krasnaja zvezda
Krasnaja zvezda (rusky Красная звезда – „rudá hvězda“) je původně sovětský a nyní ruský armádní deník, který začal být vydáván 1. ledna 1924. Je nositelem Leninova řádu, Řádu Říjnové revoluce, Řádu rudého praporu a sovětského Řádu rudé hvězdy. Vychází od pondělí do soboty.